# Красная линия (Дели)
Красная линия (хинди रेड लाइन) — первая линия Делийского метрополитена. Первый участок «Шахдара» — «Тис Хазари» был открыт 25 декабря 2002 года. Сегодня длина линии составляет 34,7 км, в её составе — 29 станция, 15 из которых расположены на левом берегу реки Джамна. Красная линия преимущественно эстакадная за исключением первого пускового участка. Она связывает Северо-Восточный, Северный и Северо-Западный округа Дели, а также город-спутник Газиабад. На схемах обозначается красным цветом и номером .

## История
| Дата открытия   | Участок                     | Длина, км | Станций |
| --------------- | --------------------------- | --------- | ------- |
| 25 декабря 2002 | Шахдара — Тис Хазари        | 8,3       | 6       |
| 3 октября 2003  | Тис Хазари — Индерлок       | 4,1       | 4       |
| 31 марта 2004   | Индерлок — Ритхала          | 8,9       | 8       |
| 4 июня 2008     | Шахдара — Дилшад Гарден     | 3,1       | 3       |
| 8 марта 2019    | Дилшад Гарден — Шахид Сталь | 9,6       | 8       |
| Всего           | Шахид Сталь — Ритхала       | 34        | 29      |

## Станции
Линия состоит из 29 станции, 2 из которых наземные, 27 — эстакадные:
- «Ритхала»
- «Рохини Вест»
- «Рохини Ист»
- «Питам Пура»
- «Кохат Енклав»
- «Нетажи Субхаш Плейс» (пересадка на одноименную станцию  Розовой линии)
- «Кешав Пурам»
- «Канхийя Нагар»
- «Индерлок» (пересадка на одноименную станцию  Зелёной линии)
- «Шастри Нагар»
- «Пратап Нагар»
- «Пул Бангаш»
- «Тис Хазари»
- «Кашмери Гейт» (пересадка на одноименные станции  Жёлтой линии и  Фиолетовой линии)
- «Шастри Парк»
- «Силампур»
- «Велком» (пересадка на одноименную станцию  Розовой линии)
- «Шахдара»
- «Мансэровар Парк»
- «Зилмил»
- «Дилшад Гарден»
- «Шахид Нагар»
- «Радж Багх»
- «Мэйджор Мохит Шарма»
- «Шам Парк»
- «Мохан Нагар»
- «Артела»
- «Хиндон»
- «Шахид Сталь» (проектное название — «Неа Бас Стенд»)

## Депо
Линия обслуживается единственным электродепо «Шастри Парк», расположенным рядом с одноимённой станцией.